# Katastrofa kolejowa w Peraliyi

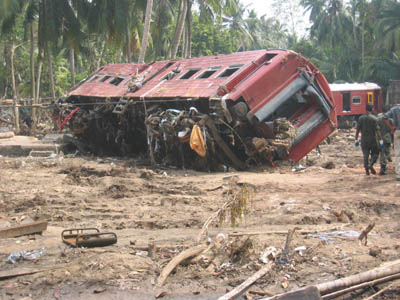
Jeden z wagonów zniszczony podczas zdarzenia

Katastrofa kolejowa w Peraliyi – zdarzenie, do jakiego doszło 26 grudnia 2004 r. na Sri Lance w pobliżu nadbrzeżnej miejscowości Peraliya, podczas którego w pociąg ekspresowy Samudra Devi (pol. Królowa Morza), jadący ze stolicy kraju, Kolombo, do miasta Galle, uderzyła fala tsunami powstała na skutek trzęsienia ziemi.
W wyniku uderzenia skład wywrócił się oraz został zatopiony i zniszczony, w wyniku czego śmierć poniosło – według różnych szacunków – od 802 do ponad 1700 osób (lub nawet ponad 2 tysiące). Spośród pasażerów przeżyło tylko kilkadziesiąt osób.
Pod względem liczby ofiar śmiertelnych była to największa katastrofa kolejowa w historii kolei.